# Triều đại Gordian
Triều đại Gordian, đôi khi được gọi là Triều đại Gordianic, vương triều này tồn tại trong thời thời gian ngắn, cai trị Đế chế La Mã từ năm 238 đến năm 244 sau Công nguyên. Vương triều giành được ngai vàng vào năm 238 sau Công nguyên, sau khi Gordianus I và con trai của ông là Gordianus II nổi lên chống lại Hoàng đế Maximinus Thrax và được Viện nguyên lão La Mã tuyên bố là đồng hoàng đế. Gordian II đã bị giết bởi thống đốc xứ Numidia, Capillianus và Gordian I đã tự sát ngay sau đó, chỉ 22 ngày sau khi ông được tuyên bố là hoàng đế. Năm 238, Pupienus và Balbinus, những người không thuộc triều đại Gordian, được tuyên bố là đồng hoàng đế nhưng Viện nguyên lão buộc phải phong Gordianus III làm đồng hoàng đế thứ ba vào năm 238, do yêu cầu của người dân La Mã. Maximinus đã cố gắng xâm lược Ý nhưng ông đã bị giết bởi chính những người lính của mình khi quân đội của ông trở nên thất vọng. Sau đó, Cận vệ của Hoàng đế La Mã giết chết Pupienus và Balbinus, để Gordian III trở thành hoàng đế duy nhất. Gordian III cai trị cho đến năm 244 sau Công nguyên khi ông bị giết sau sự phản bội của Philip người Arab, hoặc bị giết trong trận Misiche; với cái chết của ông, triều đại đã kết thúc và Philip người Ả Rập trở thành hoàng đế.